# Ласта (деревня)
Ласта (коми Ласта) — деревня в Ижемском районе Республики Коми России. Входит в состав сельского поселения Ижма.

## Этимология
Название происходит от слова ласта, которое на языке коми означает «равнинный луг, низинный луг, низина». Название даёт характеристику окружающей деревню местности.

## История
Ласта была основана в период между 1745 и 1763 годами. В 1782 году в деревне Ластинской проживало 76 человек (41 мужчина и 35 женщин); в 1816 году — 159 человек (76 мужчин и 83 женщины). По состоянию на 1850 год в деревне числился 401 человек (184 мужчины и 217 женщин). В 1859 году в Ласте имелся 51 двор и проживало 413 человек. В 1905 году населённый пункт состоял из 69 дворов.
По состоянию на 1920 год, в селе Ласта имелось 76 дворов и проживало 338 человек (136 мужчин и 202 женщины). В административном отношении являлась центром Ластинского общества Ижемкой волости Ижмо-Печорского уезда.

## География
Деревня находится в северо-западной части Республики Коми, в пределах Печорской низменности, на правом берегу реки Ижмы, на расстоянии примерно 7 километров (по прямой) к юго-западу от села Ижмы, административного центра района. Абсолютная высота — 62 метра над уровнем моря.
Климат
Климат характеризуется как умеренно континентальный, с продолжительной морозной многоснежной зимой и коротким прохладным летом. Средняя температура воздуха самого тёплого месяца (июля) составляет 14,6 °C; самого холодного (января) — −17,4 °C. Среднегодовое количество атмосферных осадков составляет 527 мм.
Часовой пояс
Ласта, как и вся Республика Коми, находится в часовой зоне МСК (московское время). Смещение применяемого времени относительно UTC составляет +3:00.

## Население
| 2010 |
| ---- |
| 286  |

Гендерный состав
По данным Всероссийской переписи населения 2010 года в гендерной структуре населения мужчины составляли 56,3 %, женщины — соответственно 43,7 %.
Национальный состав
Согласно результатам переписи 2002 года, в национальной структуре населения коми-ижемцы составляли 83 % из 319 чел.